# Pietro Ardito (presbitero)
Pietro Ardito (Nicastro, 16 agosto 1833 – Nicastro, 21 maggio 1889) è stato un presbitero, saggista e critico letterario italiano, di ideologia liberale.

## Biografia
Canonico della cattedrale dei Santi Pietro e Paolo, dal 1854 al 1860 fu professore nel seminario di Nicastro. Tra il 1861 ed il 1868 insegnò lettere e storia all'Istituto tecnico di Spoleto, quindi, dal 1882 al 1889, insegnò lettere a Napoli.
Trovò e ricostruì l'atto di fondazione originale dell'abbazia benedettina di Sant'Eufemia.
Fu amico del letterato Carlo Maria Tallarigo, con il quale scrisse un'antologia greca per i ginnasi, del filosofo Francesco Fiorentino e di Antonio Paola, suoi compagni di studio in seminario.
Nacque da Pietro e Maria Antonia Torcasio, secondo di cinque figli, in una famiglia che visse nel quartiere San Teodoro di Nicastro, l’odierna Lamezia Terme. Il padre morì quando lui aveva appena quattro anni, la madre ebbe il sostegno materiale e morale del fratello sacerdote e fece la scelta di non risposarsi e votarsi totalmente alla cura dei figli. Lo zio don Michele Torcasio si accorse da subito del talento del nipote e lo stimolò, favorendone gli studi; lo iscrisse al seminario cittadino, dove ebbe modo di conoscere il sacerdote liberale Carlo Maria Tallarigo e il futuro filosofo Francesco Fiorentino. Ordinato sacerdote nel 1857 dal vescovo Giacinto Maria Barbieri, ebbe l’incarico di insegnare grammatica e letteratura italiana in seminario, che guidò dal 1859 al 1860, divenendo Canonico. Successivamente insieme ad altri suoi colleghi e studenti prese parte al moto per il passaggio dei garibaldini. Il vescovo Barbieri, fedele ai Borbone, chiuse il seminario di Nicastro perché divenuto un covo di filo-garibaldini. Per buona parte dell’Ottocento, infatti, oltre a essere l’unico luogo di formazione culturale a Nicastro, il seminario divenne la fucina in cui circolavano e si formavano idee e sette nefaste, dove sulle idee di Antonio Genovesi si formarono tanti giovani pronti ad abbattere le vetuste istituzioni e gli antiquati costumi feudali.
Nel 1861 conseguì brillantemente l’abilitazione all’insegnamento di italiano e storia e si trasferì a Spoleto per insegnare in un istituto tecnico; dal 1874 al 1882 gli fu affidato anche il Ginnasio. In realtà il trasferimento fu conseguenza dell’espresso divieto di partecipare ai moti liberali rivolto a lui e ai suoi confratelli dal vescovo Barbieri. Il 5 dicembre 1861 pubblicò una lettera aperta all’arcivescovo di Spoleto sulla «Gazzetta dell’Umbria», per ribadire «la fede in una chiesa profondamente cristiana, umana, aperta al nuovo e il suo cattolicesimo liberale aveva solide basi e affondava le sue radici non negli ultimi eventi unitari, ma nella lontana esperienza dei moti nicastresi, sostenuti già da molti sacerdoti in aperto contrasto con la Curia e si distingueva dalle posizioni di tanti cattolici liberali che parteciparono al processo unitario, ma cercarono di condizionare lo stato liberale e di salvaguardare le aspirazioni del vaticano sia pure temperate». Ardito fu assertore convinto del principio della libera Chiesa in libero Stato, di una separazione che portasse la Chiesa ad andare incontro alla modernità di uno stato liberale senza paura di perdere la propria identità, al punto che non accettò mai di abiurare il proprio pensiero liberale e libertario in quanto conforme agli insegnamenti di Gesù Cristo. La risposta dell’arcivescovo di Spoleto fu la sua sospensione a divinis. Malgrado ciò non si separò mai dalla Chiesa in cui credeva.
Nella città di Spoleto scrisse la maggior parte delle sue opere che vanno dalla politica, alla critica letteraria, sino alle traduzioni, che alimentò con griglie di interpretazioni in rapporto dialettico fra loro. Nel 1862 pubblicò il Trattato di verificazione ad uso dei Ginnasi e nel 1863 l’opera A Vittorio Emanuele II nell’anniversario commemorativo della italiana unità il dì 7 giugno 1863 offerta di nazionale riconoscenza e di ossequiente affetto, cui seguiranno altre pubblicazioni, segno di una creatività intellettuale feconda. Nel 1868 tradusse dal tedesco I morali vantaggi delle pubbliche calamità di Justus Moser, dal francese Giorgio Cretziano e Eliade Radulesco, Costumi e usanze e Giudizi di Dio, e un importante saggio critico su Gustavo Modena e l’arte sua. Nel 1870 pubblicò un saggio sul poeta e patriota tedesco Theodor Korner. Collaborò inoltre con diverse riviste: «Giornale di Padova», «La Rivista contemporanea nazionale italiana», «La Rassegna settimanale, La Rivista europea», «Il Calabro» e «La Scena».
Nel 1872 diede alla luce la prima edizione di Artista e Critico, saggio di filosofia in cui raccolse e rielaborò materiale già edito in precedenza. Nel 1875 curò un’edizione critica di Prose e poesie di Pietro de Ardito, suo antenato vissuto nella prima metà del Seicento. Nel 1879 apparve Poesie e versioni poetiche, affiancando sempre una prolifica attività di pubblicista. Nello stesso anno fu nominato Cavaliere della Corona d’Italia. Per iniziativa del Ministero dell’Istruzione, nel 1885 fu nominato Regio Ispettore degli scavi e dei monumenti pel Circondario di Nicastro. Nel 1886 pubblicò lo scritto Francesco Fiorentino: memorie e impressioni, dedicato all’amico scomparso nel 1884.
Nel 1882 chiese di insegnare nell’Università di Napoli ed ebbe una lusinghiera relazione dalla Facoltà di Filosofia e Lettere. Lasciò Napoli e la carriera universitaria nel 1887 per ritornare a Nicastro dalla madre malata che morì nel 1889. Nella sua città fu nominato direttore del Ginnasio dove insegnò lettere. Successivamente, fu elevato alla dignità di Decano del Capitolo della Cattedrale. Ma nel 1888 dovette subire nuovamente la censura per quelle idee liberali che non aveva mai rinnegato, a seguito dell’arrivo, come vescovo coadiutore, di monsignor Domenico Valensise, che si contrappose alle idee diffuse da Ardito attraverso il giornale «Il Risorgimento». La cultura e l’arte per il filosofo nicastrese furono strumenti per la formazione di un’ampia e diffusa coscienza nazionale all’interno della costruzione dello Stato unitario appena costituito. Per Ardito l’arte ha una valenza politica senza perdere creatività, autonomia e libertà.
Morì a soli 56 anni, subito dopo aver pubblicato il libro di storia Spigolature storiche della città di Nicastro, un contributo importante per gli storici locali. Fu tumulato nella Cappella della Confraternita dell’Addolorata, nel cimitero di Nicastro. Nella sua città natale gli è stata intitolata una scuola secondaria di I grado, un monumento che lo celebra e una via; sono intitolati a lui anche un’associazione culturale e un premio letterario, mentre fuori dalla Calabria una via di Firenze.

## Opere
- Trattato di versificazione italiana e latina ad uso dei ginnasi, seconda ed. riveduta e corretta, Foligno, Feliciano Campitelli, 1863.
- A Vittorio Emanuele 2° nell’anniversario commemorativo della italiana unità il dì 7 giugno 1863 offerta di nazionale riconoscenza e di ossequiente affetto, Foligno, Tipografia Campitelli, 1863.
- Le lettere e l’umanità. Discorso accademico del prof. Pietro Ardito per la inaugurazione agli studi dell’anno 1863-64, Foligno, Tipografia Campitelli, 1864.
- Le letture e l’umanità: discorso accademico del prof. Pietro Ardito per la inaugurazione agli Studi dell’anno 1863-64 e per la premiazione agli alunni delle Scuole ginnasiali e tecniche di Spoleto, Foligno, Tip. Sgariglia Campitelli, 1864.
- Antologia greca conforme ai programmi governativi ad uso delle scuole ginnasiali del Regno con versione letterale a fronte per cura dei professori Carlo Maria Tallarigo e Pietro Ardito, Foligno, Tipografia Sgariglia e Campitelli, 1866.
- Dora D’Istria, Giorgio Cretziana, traduzione dal francese di Pietro Ardito, San Severino Marche, Corradetti, 1868.
- Giulio Schanz e le sue poesie, Torino, A. F. Negro, 1869.
- La Rome des papes del deputato conte Luigi Pianciani: saggio critico, San Severino Marche, Corradetti, 1869.
- Carlo Teodoro Körner e la poesia nazionale, Venezia, Stabilimento Tipografico Grimaldi, 1870.
- Della forma drammatica ne’ canti popolari a proposito d’un canto greco: saggio critico, Venezia, Stabilimento Grimaldo, 1871.
- Artista e critico. Studi, Venezia, Stabilimento Grimaldo e C., 1872.
- Giovanni Pontano, Poesie scelte, tradotte dal prof. Pietro Ardito, Napoli, Morano, 1874.
- Carlo Maria Tallarigo, Giovanni Pontano e i suoi tempi: monografia del prof. Carlo Maria Tallarigo con la ristampa del dialogo Il Caronte e del testo delle migliori poesie latine colla versione del prof. Pietro Ardito, Napoli, Donato Morano, 1874.
- Prose e poesie di Pietro De Ardito nel Seicento, San Severino Marche, Tipografia di C. Corradetti, 1875.
- Trattato di versificazione italiana e latina: ad uso delle scuole classiche secondarie, Napoli, Morano, 1878.
- Auf den tod Victor Emanuel’s nach italienischen original-gedichten von P. Ardito… / von prof. Julius Schanz, Roma, Deutsches Schriftsteller-hospiz, 1878.
- Alessandro Poerio e le sue poesie. Studio critico, Napoli, Perrotti, 1878.
- Poesie e versioni poetiche, Spoleto, Tipografia di P. Bossi, 1879.
- Artista e critico: corso di studi letterari, Napoli, Morano, 1879 ( ed. critica a cura di Raffaele Gaetano, Soveria Mannelli, Rubbettino, 2004.).
- Le liriche di Alessandro Manzoni, Napoli, Morano, 1882.
- Le rime della Guacci. Studio di Pietro Ardito, Napoli, Morano, 1882.
- Su Vittorio Imbriani. Pensieri ed impressioni, Napoli, Morano, 1886.
- Estratto dalla Strenna dell’Avvenire Vibonese, Palmi, Tipografia G. Lopresti, 1886.
- Le rime della Guacci, Napoli, A. Morano, 1887.
- Spigolature storiche sulla città di Nicastro, Nicastro, Tipografia e libreria Bevilacqua, 1889 (ristampa anastatica: Lamezia Terme, Fratelli Gigliotti, 1989.